# Schenkenfelden
Schenkenfelden ist eine Marktgemeinde in Oberösterreich im Bezirk Urfahr-Umgebung im Mühlviertel mit 1654 Einwohnern (Stand 1. Jänner 2024).

## Geografie
Schenkenfelden liegt auf etwa 750 m Höhe unweit der Grenze zu Tschechien.

### Landschaftsstruktur

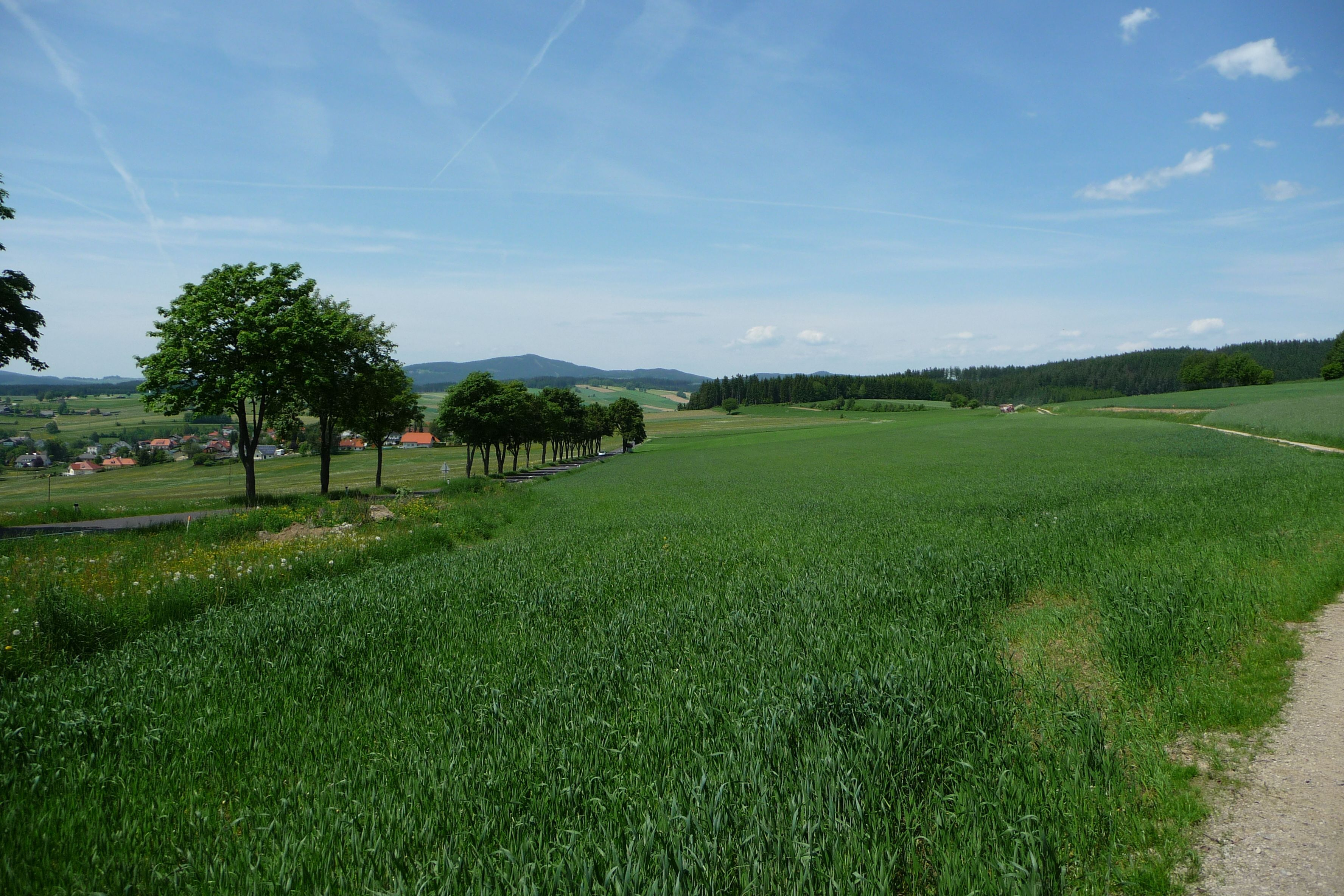
Landschaft Windflach bei Hammerbichl, hinten der Sternstein

Die Ausdehnung beträgt von Nord nach Süd 9,3 und von West nach Ost 6,4 Kilometer. Die Gesamtfläche umfasst 25,66 Quadratkilometer. Durch den Ort Schenkenfelden fließt der Kettenbach, der nicht wie im Mühlviertel üblich nach Süden zur Donau, sondern nach Norden zur Moldau fließt. Der Bach liegt also nördlich der Europäischen Wasserscheide und das Gemeindegebiet gehört teilweise zum Einzugsgebiet der Elbe.

### Gemeindegliederung
Katastralgemeinden sind Königschlag, Lichtenstein und Schenkenfelden.
Das Gemeindegebiet umfasst folgende Ortschaften (in Klammern Einwohnerzahl Stand 1. Jänner 2024):
- Hinterkönigschlag (106) samt Kamplmühle
- Lichtenstein (73) samt Grasbach
- Liebenschlag (55)
- Schenkenfelden (1235) (Hauptort)
- Schild (47)
- Steinschild (63) samt Steinschild-Siedlung
- Vorderkönigschlag (75)

Die Gemeinde gehörte bis 2012 zum Gerichtsbezirk Leonfelden und ist seit dem 1. Jänner 2013 Teil des Gerichtsbezirks Freistadt.
Der einzige Zählsprengel ist Schenkenfelden.

### Nachbargemeinden
|                        | Vyšší Brod (CZ)                             | Reichenthal             |
| Bad Leonfelden         | Kompassrose, die auf Nachbargemeinden zeigt | Waldburg                |
| Reichenau im Mühlkreis | Ottenschlag im Mühlkreis                    | Hirschbach im Mühlkreis |

## Geschichte
Die ältesten Bronzefunde des Mühlviertels wurden in Schenkenfelden, Gallneukirchen und Engerwitzdorf gefunden. Es handelt sich in Schenkenfelden um eine mittelständische Lappenaxt aus der jüngeren Bronzezeit und ein jungsteinzeitliches Flachbeil aus Serpentin, gefunden nahe dem Bannwald (Panholz). Sie lassen vermuten, dass es schon sehr früh zu einer Siedlungstätigkeit in der Gegend von Schenkenfelden kam (1500–1000 v. Chr.).
Im Jahr 1270 wird der Ort als Schenchenvelde erstmals urkundlich erwähnt, wobei der Ortsname vom Grundwort Feld und dem Familiennamen Schenk und damit dem Beruf des Schankwirts bzw. Mundschenks herzuleiten ist.
Über die Entstehung des Ortsnamens besteht eine volkstümliche Deutung zur Lage des Ortes am Linzer Steig:
„Es war vor vielen hundert Jahren: Zwischen Leonfelden und Freistadt holpert ein Wagenzug durch den finsteren Nordwald. Fuhrleute sind's, die ihre Waren von der Donau nach Böhmen bringen. Endlich erreichen sie eine Lichtung im Wald. Ein einziges Haus auf freiem Feld – eine Schenke lädt zur Einkehr. Die Fuhrleute nennen diese Raststätte Die Schenke im Feld.“
Durch die Pfarrentwicklung im Mühlviertel wurde für die seelsorgliche Betreuung die Pfarre Neumarkt im Mühlkreis eingesetzt, und zu deren Filialpfarren mit Pfarr- oder Begräbnisrecht zählte unter anderem auch Schenkenfelden. Diese wird 1296 erstmals in einem Ablassbrief vom damaligen Bischof von Passau erwähnt, und auch in einem alten Taufbuch wird davon berichtet, dass es schon vor der jetzigen Kirche derer zwei gegeben haben soll. Auch der Historische Atlas verweist auf eine bereits bestehende Kirche im Jahr 1270. Von den Anfängen der heutigen Kirche weiß man nur von der Portalsetzung im Jahr 1525, da diese Jahreszahl über dem Haupteingang in Stein gemeißelt ist.
Laut einer Urkunde vom 29. November 1356 ist Schenkenfelden ein freier, kaiserlicher Markt, und 1492 bestätigt Kaiser Friedrich dem Markt Schenkenfelden das Privileg, einen Wochenmarkt an jedem Mittwoch abzuhalten. Als Folge von Religionskriegen und des Dreißigjährigen Kriegs erleidet die Bevölkerung im Mühlviertel großes Leid, und infolgedessen kommt es in weiten Teilen Oberösterreichs zu Bauernaufständen, so auch um Schenkenfelden. Am 29. Mai 1626 begann die Belagerung von Freistadt durch ein Bauernheer. Hauptsächlich Bauern aus der näheren Umgebung beteiligten sich an der Belagerung. Die Stadt wurde eingenommen, jedoch bald wieder von den Kaiserlichen unter Oberst Breuner zurückerobert. Am 31. August fand einer der letzten größeren Kämpfe nördlich der Donau bei Königschlag auf einem Feld beim Miesenwald statt. Heute erinnert eine Gedenkstätte (Hofbauernmarterl) an diese Schlacht, bei der an die 500 Bauern den Tod fanden oder in Gefangenschaft gerieten.
Am 4. März 1877 wurde die Freiwillige Feuerwehr Schenkenfelden durch Bürgermeister Laurenz Benischek gegründet. Erster Kommandant wurde Franz Steffan.

### Einwohnerentwicklung
Da von 1991 bis 2001 sowohl die Geburtenbilanz (+69) als auch die Wanderungsbilanz (+93) positiv waren, wuchs die Bevölkerung in diesen zehn Jahren stark. Nach 2001 nahm die Abwanderung zu, sodass sich das Wachstum verlangsamte.

## Kultur und Sehenswürdigkeiten

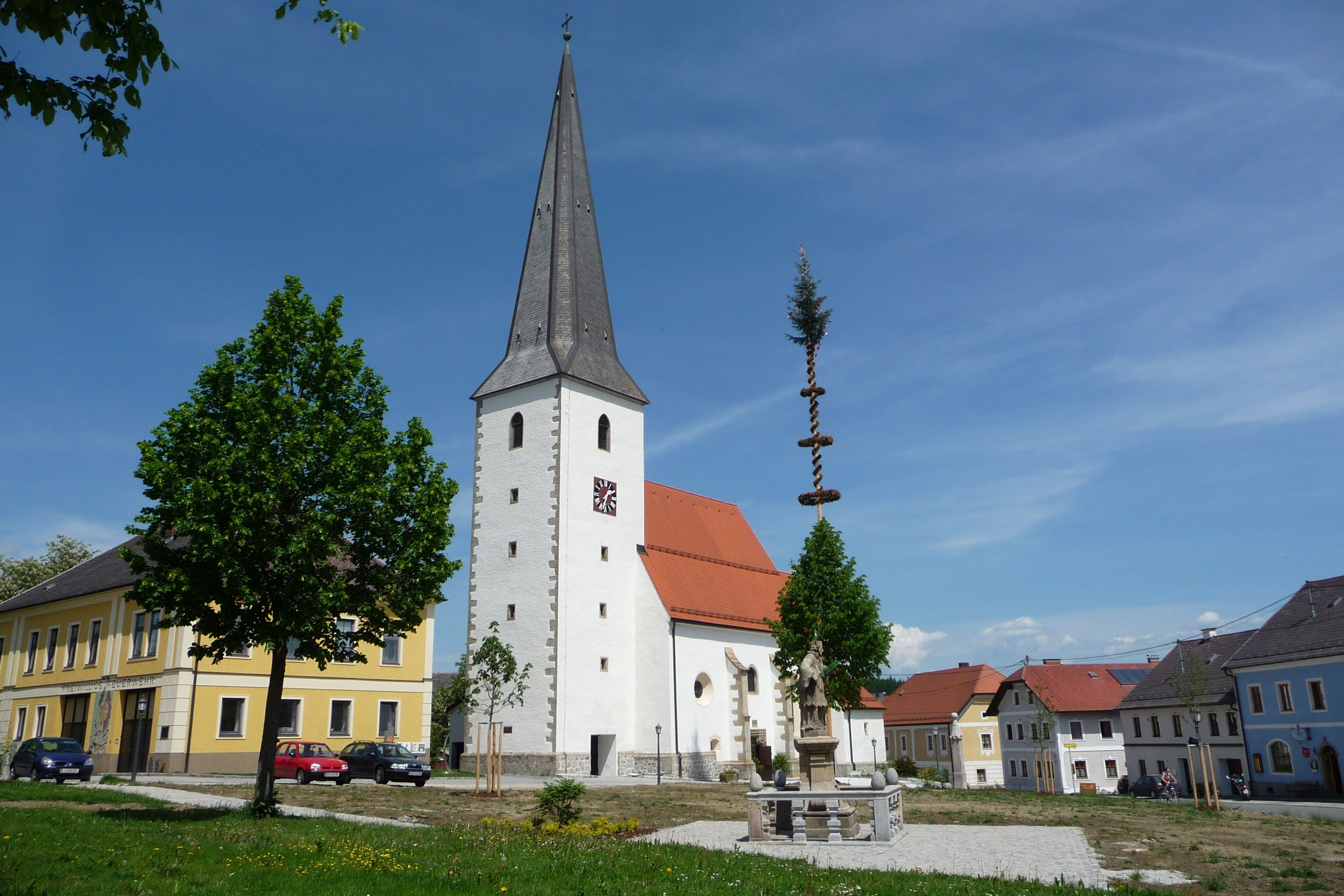
Pfarrkirche Schenkenfelden

- Katholische Pfarrkirche Schenkenfelden hl. Ägidius
- Kalvarienbergkirche

## Wirtschaft und Infrastruktur

### Wirtschaftssektoren
Von den 80 landwirtschaftlichen Betrieben des Jahres 2010 wurden 54 im Haupt-, 24 im Nebenerwerb und 2 von juristischen Personen geführt. Im Produktionssektor arbeiteten 37 Erwerbstätige im Bereich Herstellung von Waren, 21 in der Bauwirtschaft, 6 in der Wasserver- und Abfallentsorgung und 1 in der Energieversorgung. Die wichtigsten Arbeitgeber des Dienstleistungssektors waren die Bereiche Handel (50), soziale und öffentliche Dienste (28) und Verkehr (21 Mitarbeiter).
| Wirtschaftssektor            | Anzahl Betriebe | Anzahl Betriebe | Erwerbstätige | Erwerbstätige |
| Wirtschaftssektor            | 2011            | 2001            | 2011          | 2001          |
| ---------------------------- | --------------- | --------------- | ------------- | ------------- |
| Land- und Forstwirtschaft 1) | 80              | 94              | 76            | 83            |
| Produktion                   | 18              | 13              | 65            | 76            |
| Dienstleistung               | 61              | 31              | 136           | 138           |

1) Betriebe mit Fläche in den Jahren 2010 und 1999

### Windenergie
Seit 1998 besteht hier als dritter Windpark Oberösterreichs der Windpark Schenkenfelden. Mit dem Windmasterplan Oberösterreich 2011 wurde bei Lichtenstein der Vorrangzonenstandortraum Hirschbach im Mühlkreis ausgewiesen, hier wird wohl ein weiterer Windpark entstehen. Außerdem ist ein weiterer Windpark am Steinberg in Königschlag in Diskussion.

## Politik

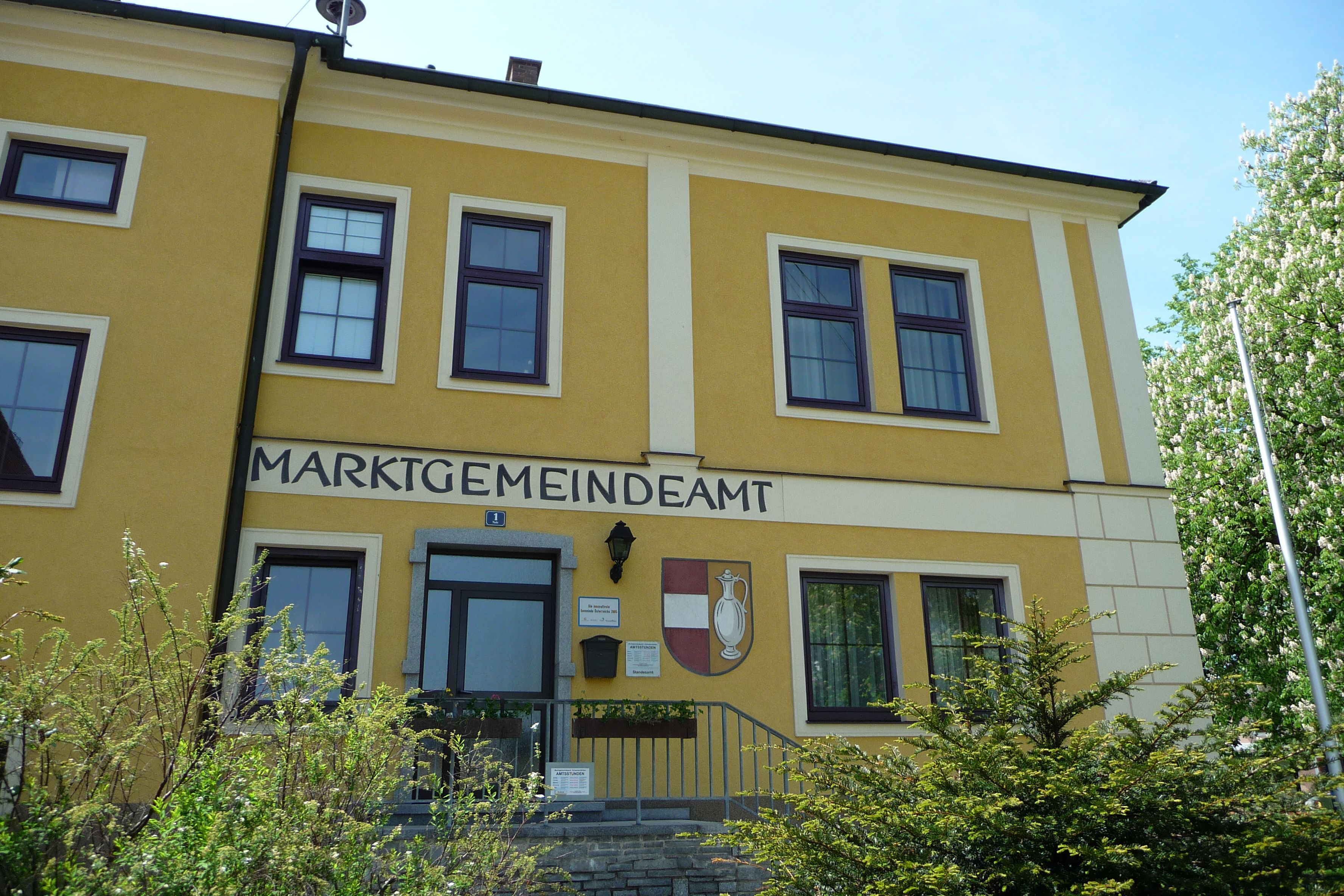
Marktgemeindeamt

### Gemeinderat
Der Gemeinderat hat 19 Mitglieder.
- Mit den Gemeinderats- und Bürgermeisterwahlen in Oberösterreich 2003 hatte der Gemeinderat folgende Verteilung: 12 ÖVP, 6 SPÖ und 1 FPÖ.
- Mit den Gemeinderats- und Bürgermeisterwahlen in Oberösterreich 2009 hatte der Gemeinderat folgende Verteilung: 15 ÖVP und 4 FPÖ.
- Mit den Gemeinderats- und Bürgermeisterwahlen in Oberösterreich 2015 hatte der Gemeinderat folgende Verteilung: 12 ÖVP, 3 SPÖ, 2 BLS und 2 FPÖ.
- Mit den Gemeinderats- und Bürgermeisterwahlen in Oberösterreich 2021 hat der Gemeinderat folgende Verteilung: 13 ÖVP, 2 BLS, 2 SPÖ und 2 FPÖ.[12]

### Bürgermeister
- bis 2010 Johann Pötscher (ÖVP)
- 2010–2020 Karl Winkler (ÖVP)
- seit 2020 Doris Leitner (ÖVP)[13]

### Wappen

Wappen von Freistadt

Blasonierung:
„Gespalten; rechts in Rot ein silberner Balken, links in Gold eine silberne Schenkkanne mit großem Bauch und engem Hals samt einem etwas erhöhten Deckel und hinter sich gekehrtem Henkel.“
Die Gemeindefarben sind Gelb-Rot.
Das redende Wappenbild ist eine volkstümliche Versinnbildlichung des Ortsnamens (zu Schenke, Landgasthaus). Das rot-weiß-rote Feld deutet auf die damalige Zugehörigkeit des Marktes zum landesfürstlichen Freistädter Herrschaftsbereich (Freistadt ist die einzige Gemeinde, die den österreichischen Bindenschild als solchen führt).

### Gemeindepartnerschaften
- Seit 1996  Gyula[15]

## Persönlichkeiten

### Söhne und Töchter der Gemeinde

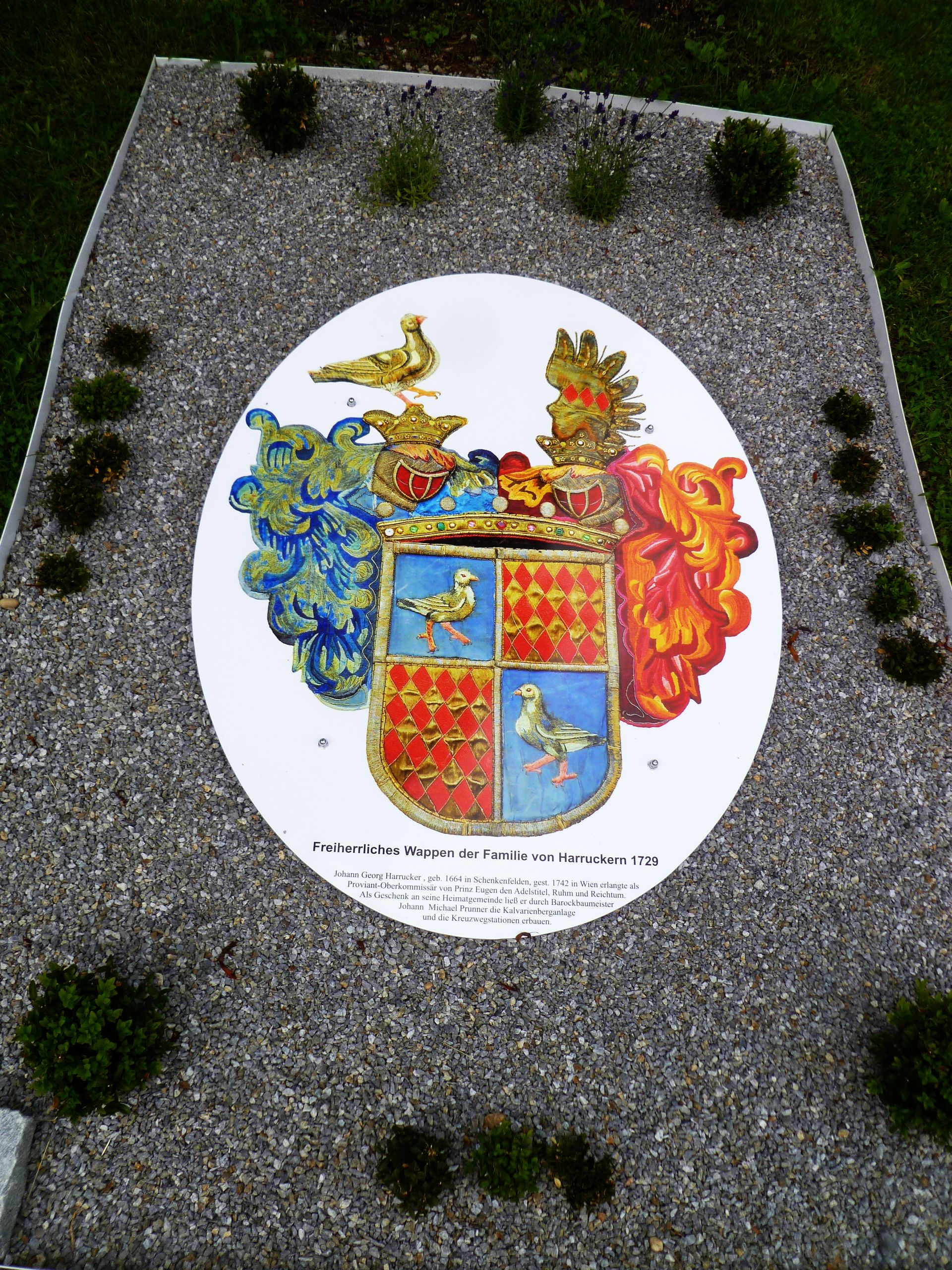
Wappen der Harruckern

- Johann Georg Freiherr von Harruckern (1664–1742), Harrucker war Sohn eines Webers aus Schenkenfelden, bekam die Möglichkeit eines Studiums und wurde schließlich Verpflegungskommissar unter Prinz Eugen. Als Anerkennung für seine Leistungen erhielt er als Reichsritter Ländereien in Ungarn von etwa 8.000 Joch. Seine Beisetzung erfolgte im Stephansdom in Wien. Schenkenfelden verdankt ihm den Bau der Kreuzwegstationen und der Kalvarienbergkirche.
- Anton Schiesser, Edler von Reifegg (1863–1926), als Offizier der österr. Armee erhielt er in Italien das Adelsprädikat „Edler von Reifegg“ für die erfolgreiche Verteidigung der Festung Riva. Eine Gedenktafel an seinem Geburtshaus Markt 30 erinnert an den großen Schenkenfeldener.
- Josef Leitner (1906–1980), von Beruf zuerst Landwirt, später Leiter der Raiffeisenkasse Schenkenfelden und von 1949 bis 1978 Bürgermeister. Bedeutende Einrichtungen fallen in seine Amtszeit: Ortswasserleitung, Ortskanalisation, Marktplatzgestaltung und Volksschulneubau. Josef Leitner wurde auch die Goldene Medaille für die Verdienste der Republik Österreich und ein Goldenes Verdienstzeichen der Republik Österreich verliehen.

### Ehrenbürger der Gemeinde
- 1983: Johann Andeßner (* 1924). Die Kirchenrenovierung und der Bau des Pfarrheimes zählen ebenso zu seinen Verdiensten, wie die Restaurierung der Kreuzwegstationen, der Kalvarienbergkirche und des Friedhofes. Sehr eingesetzt hat er sich auch für die Errichtung einer Wohnstraße entlang der Kreuzwegstationen.
- Jahr: Johann Gutenbrunner (1926–1993). Er arbeitete ab 1946 im Gemeindedienst und ab 1956 als Gemeindesekretär. Die Ehrenbürgerschaft wurde ihm für seine Verdienste um die Mitmenschen und für seine langjährige Arbeit in der Gemeindestube verliehen. Er war Träger des Goldenen Verdienstzeichens der Republik Österreich.
- 2001: Johannes Fellinger (* 1959), Konsulent Primar Dr. Fellinger war Initiator des Sozialprojektes „Lebenswelt Schenkenfelden“. Diese Einrichtung wurde 1999 eröffnet und bietet mehrfachbehinderten Gehörlosen und Taubblinden eine Arbeits- und Wohnstätte. Dr. Fellinger stellte das Gerstlhaus kostenlos für dieses Projekt zur Verfügung.[16]
- 2001: Josef Ackerl (* 1946), Landesrat Ackerl hat sich als Sozialreferent des Landes OÖ. für den Aufbau der Lebenswelt Schenkenfelden verdient gemacht. Er unterstützte das Projekt finanziell und brachte viel Engagement auf.
- 2011: Johann Pötscher (* 1953), von 1999 bis 2010 Bürgermeister von Schenkenfelden[17]